# Amiota curvispina
Amiota curvispina este o specie de muște din genul Amiota, familia Drosophilidae, descrisă de Chen și Gao în anul 2005. Conform Catalogue of Life specia Amiota curvispina nu are subspecii cunoscute.